# Lad der blive lys
Lad der blive lys er en dansk kortfilm fra 2012 instrueret af Line Skovsted efter eget manuskript.

## Handling
En fyrpasser bor helt alene ved sit fyrtårn. En dag sker der noget uventet, der til at starte med henrykker ham, men til sidst ender med at tvinge ham til at indse, at der mangler noget.